# Мухранська фортеця
Мухранська фортеця (груз. მუხრანის ციხე) — фортеця в Грузії, в Мухрані, на лівому березі річки Ксані, збудована Костянтином Мухран-Батоні.

## Історія та опис
Є однією з найбільших середньовічних грузинських фортець. Її площа становить 2,5 гектарів. Фортецю зведено 1733 року, вона складається з двох частин: цитаделі, що збереглась донині, та стіни, від якої нині нічого не лишилось. У XIX столітті місцеве населення розбирало фортецю й використовувало каміння для спорудження будинків.
Збереглось два написи про цитадель: перший розміщено над аркою воріт, інший — над входом до головної вежі цитаделі. Перший напис виконано на пісковику, тому він погано зберігся, однак грузинським ученим удалось її розшифрувати:
|  | Сподіваючись на Бога, ми, Мухран-Батоні та Сахлхуцесі Костянтин, збудували огорожу цю й вежі у Шіосубані на наші кошти та гроші і вклали багато праці в той час, коли невірні проявляли свою силу над країною Картлі. Місцями було спустошено села й поселення, і це Шіосубані було спустошено, і його корінні жителі розвіялись. Я зібрав їх та відгородив кам’яною стіною , тому що село було батьківщиною моїх пращурів і я був їхнім спадкоємцем. Хто це прочитає, нехай згадає мою працю. Від Різдва Христова 1756, Хоронікону 444 |

Другий напис каже:
|  | Мы Мухран-Батоні та Сахлхуцесі Костянтин, збудували цю Шіосубанську огорожу з вежами й цю вежу нарекли "Мама-Бурджі", тому, що вона більша за інші вежі та більш містка. Від Різдва Христова 1756, Хоронікону 444 |

Відомо, що фортецю було збудовано за допомогою турецького намісника Ісак-паші, який зібрав робітників не лише у володіннях Мухран-Батоні, але й у сусідніх областях. За повідомленням грузинського літописця фортецю будували 600 грузинських робітників.
План цитаделі є майже квадратом — кутами розташовано циліндричні вежі, а всередині — однонефну церкву. Вхід до цитаделі розміщено в центрі східної стіни, інші ж стіни глухі та мають однакову висоту. Більшість веж невеликого розміру й належать до одного типу. Найбільша вежа — північно-східна.
Стіни фортеці — двоярусні. Нижня частина ширша за верхню, що створює бойову стежку, яка простягається усім периметром. Бійниці розміщено тільки у верхній частині стін, що завершувались напівкруглими зубцями. Ліва частина стіни мала три ніші — одну велику і дві малі, з яких збереглась тільки викладена цеглою й перекрита стрільчастою аркою західна ніша.
Церква Мухранської фортеці розташована у північно-східній частині фортеці. Церква має 8 вікон і два входи. Одне вікно розміщено в центрі абсиди, інші — на бічному фасаді. У бічних стінах 5 вікон — три на півночі, дві на півдні. Один вхід розміщено на заході, інший — на півдні.

## Світлини

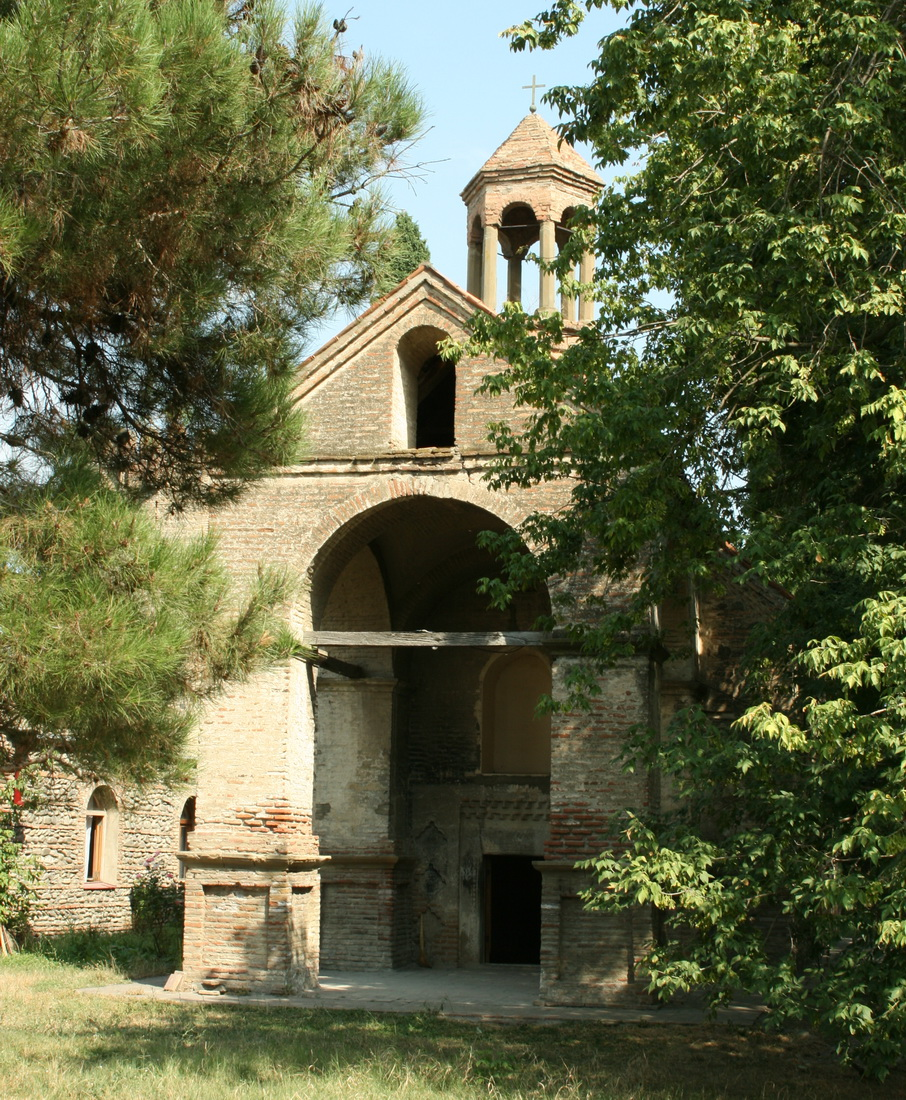
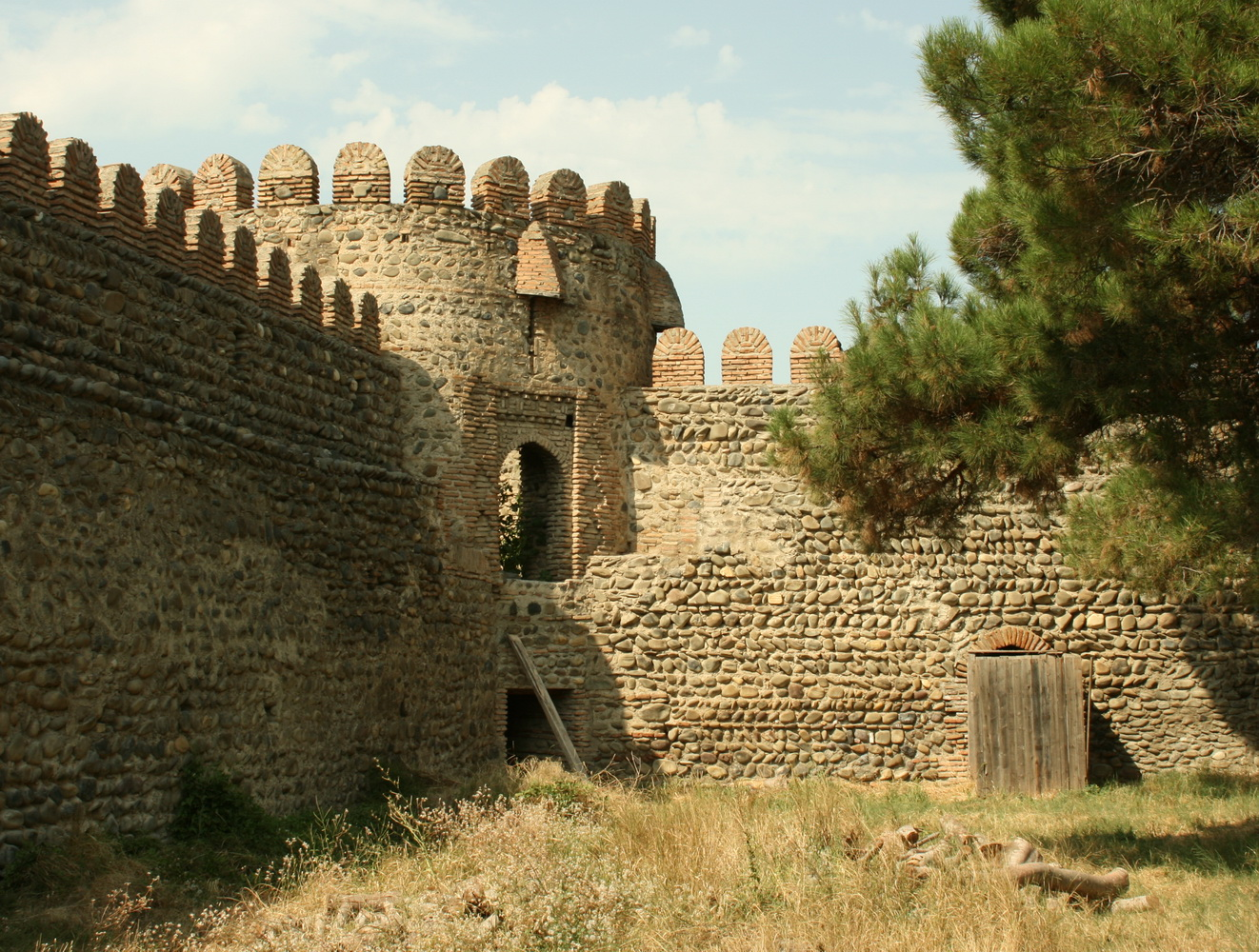
Фортеця зсередини
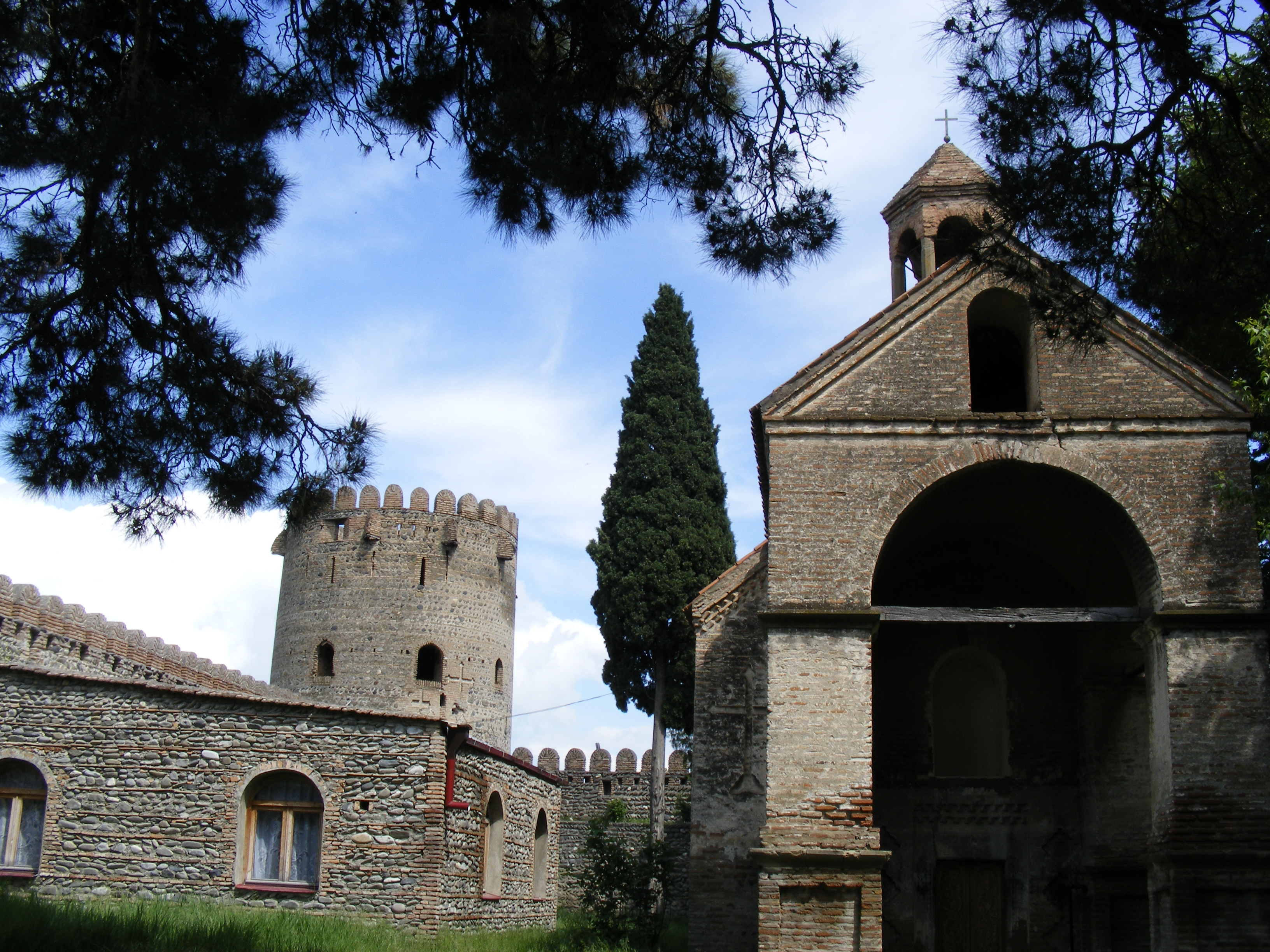
План Мухранської фортеці